# Ophion cephalotes
Ophion cephalotes es una especie de insecto del género Ophion, familia Ichneumonidae.
Fue desctrito por primera vez en 1929 por Meyer.